# Zvonimir Červenko
Zvonimir Červenko (13. listopadu 1926 - 17. února 2001) byl chorvatský generál a náčelník generálního štábu ozbrojených sil Chorvatska od roku 1995 do roku 1996. Jeho dědeček byl Čech s příjmením Červenka.
Na začátku chorvatské války za nezávislost mu chorvatský prezident Franjo Tuđman nabídl funkci ministra obrany, ale Červenko odmítl se slovy „Jsem voják, ne politik“. Organizoval obranu Záhřebu, blokádu nepřátelských kasáren a zahájil v Záhřebu proces formování 14 brigád. V lednu 1992 se Červenko stal velitelem chorvatské Domobrany (Domobranstvo) a stal se zástupcem náčelníka generálního štábu.
Vrchol jeho vojenské kariéry nastal těsně před operací Bouře, kdy ve funkci náčelníka generálního štábu vystřídal Janka Bobetka. Ve funkci náčelníka generálního štábu působil od 15. července 1995 do 16. listopadu 1996. Během jeho velení provedla chorvatská armáda nejúspěšnější operaci války - operaci Bouře. Prezident Tuđman jej nahradil v listopadu 1996. Později se stal členem sněmovny chorvatského parlamentu (Sabor) na volební listině Chorvatského demokratického společenství. Od roku 2000 působil jako člen Amnesty Commission.
Zemřel 17. února 2001 v Záhřebu. Byl pohřben v Aleji chorvatských hrdinů na hřbitově Mirogoj.